# 樊其辉
樊其辉（1968年3月26日—2010年10月11日）生于北京，中华人民共和国服装设计师。

## 生平
10岁进入北京市戏曲学校学习老生表演，五年后逃离学校。后成为服装设计师，曾获得1998年兄弟杯银奖、1999年益鑫泰杯金奖，并曾赴法国留学。他还是清华大学客座教授、工艺、造型顾问。樊其辉开设了一个专为一线明星设计礼服的工作室，曾为刘亦菲、范冰冰、梅婷等女明星设计礼服。同时他在业余时间以“碧浪达夫人”的身份，易为女装在北京的酒吧中演唱。导演邱炯炯以樊其辉为主人公拍摄了纪录片《姑奶奶》。
2010年10月11日，樊其辉在北京家中自杀身亡。